# Роб Гопкінс
Роб Гопкінс (англ. Rob Hopkins; нар. 24 червня 1968) – активіст і письменник із екологічних питань, Тотнес, Англія. Найвідоміший як засновник і представник перехідного руху, який він ініціював у 2005 році. Гопкінс написав чотири книги по екології та екологічному активізму.

## Життєпис

### Ранній період життя та освіта (1968—1996)
Народився та жив у Лондоні до 12 років. Після переїзду до графства Вілтшир відвідував Сент-Джонську школу. Переїхавши до Брістоля, протягом 2 років Роб навчався у Вальдорфській школі. Повну середню освіту отримав у Генбурзькій школі. Після цього він пройшов курс мистецтв у Єштонському художньому училищі.
З 1988 року, Роб провів два з половиною роки життя в Інституті Лами Кхапа, Тибетський буддійський монастир у Тоскані, Італія, керуючи будинком. Згодом він рік подорожував Індією, Пакистаном (включно з відвідуванням долини Хунза), Китаєм, Тибетом, Гонкоґом. У Брістолі Роб отримав ступінь в області управління ресурсами в університеті Західної Англії, а також провів свій пермакультурний курс проєктування.
Роб одружився у 2007. Має 4 дітей: Рован, Фінн, Сіан та Арло.

### Ірландія (1996—2005)

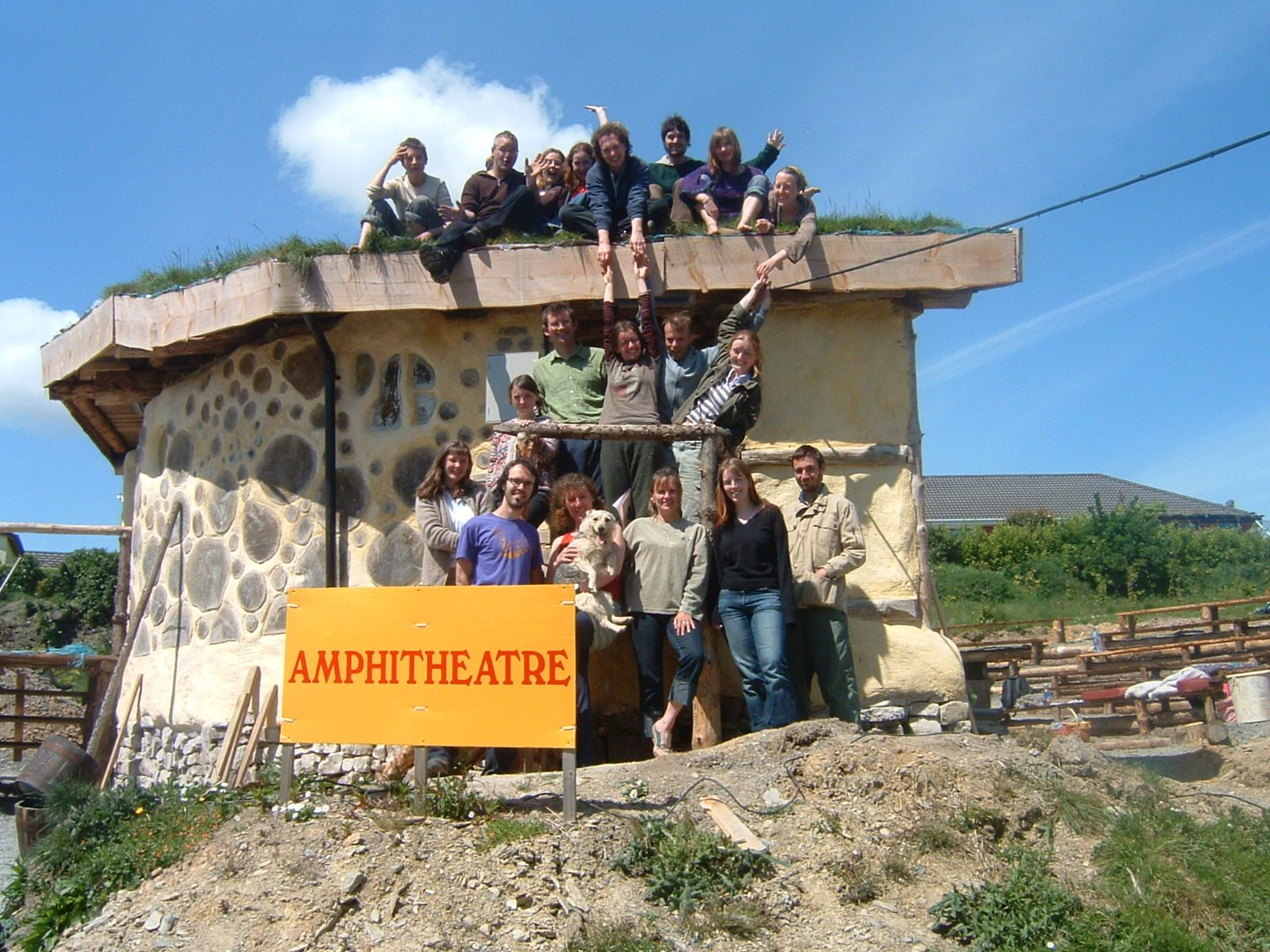
Зі студентами, Липень 2005.

У 1996 Роб і його молода родина переїхали у південно-західну частину Ірландії, у Вест Корк. Напочатку він працював із компанією An Taisce West Cork, де писав та малював буклети під назвою «Ліси на Західному Корку!». Також Роб почав викладати пермакультуру. Разом із іншою сім'єю, він і його дружина Емма заснували Baile Dulra Teoranta, благодійний проєкт, метою якого було створення еко-поселення. У 1999 році вони придбали ферму поблизу Кестлтауну, Еніскейн. Кілька років потому, Роб отримали свій перший дозвіл на планувальні роботи для розвитку еко-поселення.
У 2001 році він почав викладати у Kinsale Further Education College перший у світі дворічний курс Пермакультури. З 2003 по 2005 студенти збудували «Дерев'яний Театр», амфітеатр із використанням місцевих матеріалів. У жовтні 2004 року будинок Роба та Еммі був зруйнований пожежею.
У 2004 році Робові стало відомо про концепцію піку нафти, тому він поставив завдання своїм учням застосовувати принципи пермакультури у вирішенні цієї проблеми. Висновком цього студентського проєкту було «Kinsale Energy Descent Action Plan», який було поширено на вебсайт коледжу. На превеликий подив авторів, його було завантажено зацікавленими користувачами з усього світу. У липні 2005 року, коледж Kinsale FEC провів конференцію «Fuelling the Future» про нафтяний пік, де розглядалися можливі вирішення цього питання.

### Transition Town Totnes (Транзитне Місто Тотнес) (2005- до сьогодні)

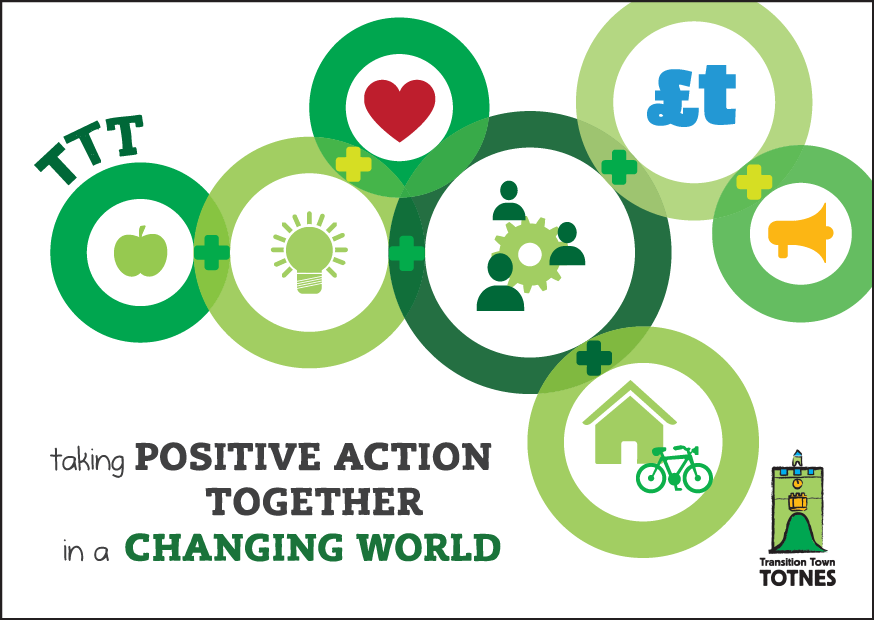
плакат від Wordsmith One.

У 2005 році Роб та його родина були переїхали до Тотнесу, Англія, і разом із Нареш Ґіанґінде заснували Transition Town Totnes, перше офіційне Транзитне Місто. У 2006 багато проєктів почали там свою роботу, а саме: Keeping Totnes Warm, Open Eco Homes and the Eco Homes Fair, Transition Homes, Transition Streets (який отримав премію Ашдена за зміну поведінки), the Totnes & District Energy Descent Action Plan (де він був співавтором), Food in Community, Grown in Totnes, Incredible Edible Totnes, Nut Tree Planting, Seedy Sisters, Skillshares, Mentoring & Wellbeing Support, the REconomy Centre, Totnes Local Economic Blueprint, the Local Entrepreneur Forum, Totnes Pound, Totnes Transition Film Festival, TTT Film Club, Dr Bike, Caring Town Totnes, та Transition Tours.
В епізоді своїх випусків «Місто», теле-ведучий Ніколя Крейн відвідав Тотнес та зізнався в наступному: «Це найчудовіша ідея міста цього століття. Візуальний, практичний план, що має коріння в місті та кружляє по світу». Навіть Майкл Портільо, у своїй подорожі Британськими залізними дорогами відвідав Тотнес.
Роб Гопкінс згодом також презентував Totnes Pound у документальному фільмі «Demain» (2015)

## Транзитна мережа (2007- до сьогодні)

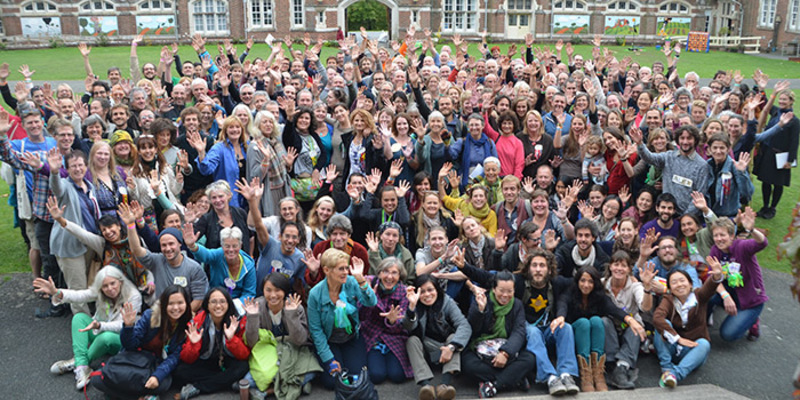
Transition Network International Conference, 2015.

У 2007, будучи у стані натхнення від процесів, які почалися у Кінселі та Тотнесі, Роб, разом із Пітером Ліпманом та Беном Бранґвуном, заснували "Транзитну мережу", благодійну програму для підпримки транзитних ініціативних формувань з усього світу. Транзитна мережа розміщена у Тотнесі. Подібні транзитні ініціативи утворені більш аніж у 50 країнах, загалом це майже 1400 громад. Транзитна Мережа провела 7 конференцій Nailsworth (2007), Royal Agriculture College, Cirencester (2008), Battersea Arts Centre (2009), Dame Hannah's at Seale Hayne (2010), Hope University, Liverpool (2011), Battersea Arts Centre (2012) та Dame Hannah's at Seale Hayne (2015).

## Нагороди
Гопкінс отримав Почесну грамоту у сфері якості навколишнього середовища та управління ресурсами від Західного Університету Англії (1993—1996), Магістра Наук соціальних досліджень (2007) та докторське звання у Plymouth University (2011). У липні 2013 був нагороджений як почесний доктор наук у Західному університеті Англії.

## Публікації
Роб Гопкінс має чотири книги в підтримку Транзитного руху.
- The Transition Handbook (2008)
- The Transition Companion (2011)
- The Power of Just Doing Stuff (2013)
- 21 Stories of Transition (2015).[8][9]

## Додадкові посилання
- Transition Culture — Rob Hopkins' blog
- Transition Town Totnes — The first official Transition initiative, co-founded by Rob Hopkins
- Transition Network — the charity co-founded by Rob Hopkins to support the Transition Towns movement
- «A Historic Shift in Conversation» інтерв'ю з Робкінсом, 2016.
- Роб Гопкінс на TED(англ.)(англ.)